# M. Jocaste
M. Jocaste est une nouvelle de Guy de Maupassant, parue en 1883.

## Historique
M. Jocaste est initialement publiée dans la revue Gil Blas du 23 janvier 1883, sous le pseudonyme Maufrigneuse. 

## Résumé
C’est l’histoire d’une fille de seize ans mignonne et gaie que l’on marie à un homme vieux et dur qui l’a prise pour sa dot. C’est le « désastre de ses espérances » : elle voudrait des enfants pour déverser sur eux ce trop plein d’amour, mais deux années passent sans qu’elle tombe enceinte.
Elle tombe amoureuse de Pierre Martel, un jeune homme de vingt-trois ans, et tombe enceinte, probablement de son amant. Elle est persuadée qu’elle mourra en accouchant, aussi elle fait prêter serment à son amant de s’occuper de l’enfant. Effectivement, elle meurt en accouchant d’une petite fille et le mari se doutant de l’affaire cache l’enfant. Pierre Martel l’oublie.
Quand il apprend la mort de son ancien rival, il cherche l'enfant. Elle est élevée par une tante et vit dans la misère. Quand il la voit, il a un choc : c’est le portrait de sa mère. Il se met à fréquenter la maison. La petite qui ignore l’histoire tombe amoureuse de lui et l’irréparable se produit : il demande sa main et l’épouse.

## Éditions
- M. Jocaste, dans Misti, recueil de vingt nouvelles de Maupassant, Éditions Albin Michel, Le Livre de poche n° 2156, 1967.
- M. Jocaste, Maupassant, contes et nouvelles, texte établi et annoté par Louis Forestier, Bibliothèque de la Pléiade, éditions Gallimard, 1974  (ISBN 978 2 07 010805 3).